# Dos Torres
Dos Torres is een gemeente in de Spaanse provincie Córdoba in de regio Andalusië met een oppervlakte van 129 km². In 2007 telde Dos Torres 2601 inwoners.

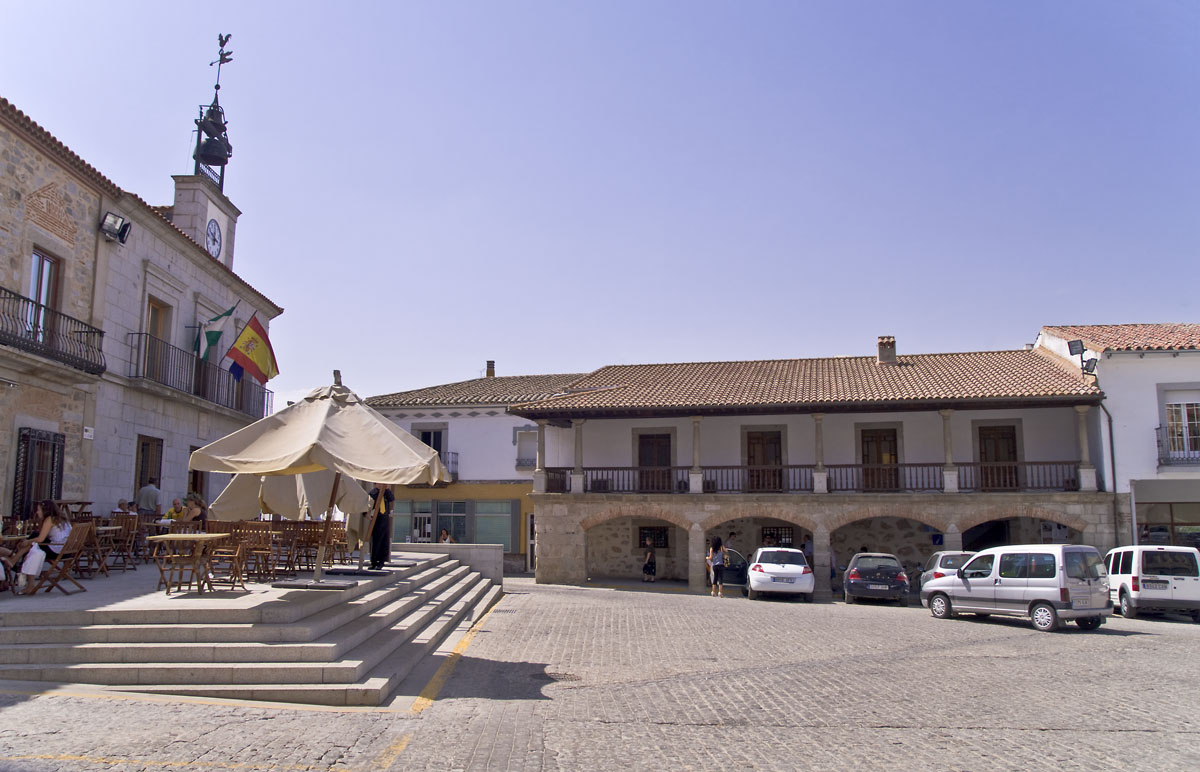
Plein

## Demografische ontwikkeling
Bron: INE, 1857-2011: volkstellingen

## Geboren
- Álvaro Medrán (15 maart 1994), voetballer